# Johannes-Turmair-Gymnasium
Das Johannes-Turmair-Gymnasium (kurz: JTG) ist das älteste Gymnasium Straubings. Es wurde 1631 von den Jesuiten gegründet und trägt seit 1966 den Namen des Geschichtsschreibers und Humanisten Johannes Turmair (1477–1534).

## Geschichte
Das Gymnasium wurde 1631 durch die Jesuiten gegründet, zu einer Zeit, als die Schulbildung noch weitgehend in den Händen der Kirche lag. Während des Dreißigjährigen Krieges wurde die Aufbauarbeit an der Schule weitgehend zunichtegemacht. An den Folgen des Krieges und der Pest starben Lehrer und Schüler. Der Wiederaufbau dauerte bis ins Jahr 1663. Bis 1773 blieb die Schule fest in jesuitischer Hand. Schließlich löste der Staat den Jesuitenorden ab und übernahm die Kontrolle der Schule.
Nach der Ablösung des Jesuitenordens als Lehrerkollegium stand der Staat vor dem Problem eines Mangels an Lehrkräften. Also griff der Kurfürst ein und besetzte die fehlenden Stellen. Er war indes gezwungen, wieder auf die Geistlichkeit (Benediktiner oder Prämonstratenser) zurückzugreifen. Während des Spanischen und Österreichischen Erbfolgekrieges wurde das Gymnasium für Einquartierungen und als Lazarett genutzt.
Bis 1810 erlebte die Schule jedoch einen katastrophalen Wandel. Die Stadt Straubing war nicht in der Lage, den Unterhalt für das Gymnasium aufzubringen. 1814/1815 gibt es nur noch drei Lateinklassen mit 118 Schülern.
Durch den Druck der Straubinger Bürgerschaft wurde der Dienst des Gymnasiums 1824 vollständig wiederaufgenommen. Ein erster weltlicher Rektor trat den Dienst an. Obwohl die Straubinger Bürger die Finanzierung übernommen hatten, stand die Schule beinahe wieder vor der Zahlungsunfähigkeit. Ludwig I. übernahm daraufhin die Finanzierung. Unter seinem direkten Einfluss verbesserte sich das Wesen der Schule und Straubing wurde zum Zentrum der höheren Bildung in Bayern.
Für den Ersten Weltkrieg wurden sechs Lehrer und 163 Schüler eingezogen. Davon fielen ein Lehrer und 25 Schüler. Nach dem Krieg bemühte sich das Gymnasium, die Entlassenen wieder zu integrieren. Ab 1922 wurden die ersten Mädchen aufgenommen. Im Umfeld der Schule kam es ab 1931 zu ersten politisch-weltanschaulichen Auseinandersetzungen. Nach der Machtübernahme durch die NSDAP 1933 begann die Gleichschaltung der Schulen und traf auch das Gymnasium. Bis 1936 war dieser Prozess abgeschlossen. 84 Prozent der Schüler gehörten NS-Organisationen an.
Seit 1966 trägt das Gymnasium den Namen „Johannes-Turmair-Gymnasium“, kurz: JTG. Im Schuljahr 2021/2022 wurden 853 Schüler von 53 hauptamtlichen Lehrkräften unterrichtet. Das Gymnasium wurde immer wieder erweitert und ausgebaut. Nach dem Umzug in das neue Schulgelände am Peterswöhrd im Jahre 1982, gab es Anfang der 1990er-Jahre Diskussionen um eine Zusammenlegung mit dem Ludwigsgymnasium. Seit der Jahrtausendwende erfreut sich das JTG jedoch wieder einer stetig wachsenden Schülerzahl. Deshalb erhielt die Schule 2005 einen Anbau mit weiteren Fach- und Klassenräumen und 2006 eine moderne Mensa mit 120 Plätzen. 

## Unterricht

### Fremdsprachlich-humanistischer Bereich
Neben den üblichen modernen Fremdsprachen (Englisch, Französisch, Spanisch) bietet das Johannes-Turmair-Gymnasium auch die traditionellen humanistischen Sprachen Latein und Griechisch an. Die Schüler können hier das Graecum erwerben.

### Das Projekt „Europäische Schule“
Seit 1999 beteiligte sich die Schule am Projekt „Europäische Schule“. Hierbei wird eine Kombination aus Naturwissenschaftlichem und Fremdsprachlichem Bereich angeboten. Hauptaugenmerk liegt dabei auf den Fremdsprachen. Im Gegensatz zum herkömmlichen Einstieg in die erste bis dritte Fremdsprache wird hier alles um ein Jahr vorgezogen. Beispiel: Englisch ab der sechsten Klasse statt der siebten Klasse als erste Fremdsprache. Das Projekt wird demnächst eingestellt.

## Bibliothek
Das Johannes-Turmair-Gymnasium nennt eine historische Bibliothek sein Eigen. In dieser Bibliothek wurden seit der Gründung des Gymnasiums 1631 (damals noch die Bibliothek des Jesuitenkollegs), Schriftstücke von unschätzbarem Wert gesammelt. Im Zuge der Säkularisation wurden ganze Klosterbibliotheken übernommen, und auch wenn Dubletten abgegeben und Bände verkauft wurden, so verfügt die Bibliothek doch über einen Schatz von 298 Inkunabeln (vor 1500 erschienen), 28 Postinkunabeln (vor 1520) sowie 11.117 Bänden, die vor 1850 erschienen sind.
Aufgrund einer Ministerialentschließung gingen 1962 alle vor 1850 erschienenen Bestände der Bibliothek des Gymnasiums, soweit sie im Eigentum des Freistaates Bayern standen, in die Verwaltung der Staatlichen Bibliothek Passau über. Die Bestände blieben aber als Dauerleihgabe am heutigen Johannes-Turmair-Gymnasium. Der historische und der neuere Bestand sind seither getrennt aufgestellt; im jetzigen Schulgebäude erhielt die Bibliothek einen eigenen Anbau, in dem der historische Bestand in den wohl aus der Karmelitenbibliothek stammenden rokokoverzierten Büchergestellen separat von dem der älteren Gymnasialbibliothek (1850 bis ca. 1920) untergebracht ist.

## Schülerzeitung
Einige Schüler gründeten Anfang 2008 die Schülerzeitung Digitus. Digitus ist eine Website, basierend auf Wordpress 2.7x. Sie soll den Schülern die zeitgemäße Form der Kommunikation nahebringen. Sichten kann man sie über einen Link auf der Internetseite des Gymnasiums. Die Mitarbeit in der Schülerzeitung kann als Wahlfach belegt werden.

## Liste der Schulleiter
- Alphons Hafner (1781–1787)
- Johann Peter Hölzl (um 1830)
- Willibald Schmidt (Begründer der Straubinger Hefte)
- Max Greindl
- Anton Petzenhauser
- Simon Eckl (Februar 1978 – Juli 1989)
- Walter Schäfer (August 1989 – März 1998)
- Juliane Eigner (März 1998 – Februar 2007)
- Hermann Achmann (April 2007 – August 2011)
- Christian Metken (September 2011 – Februar 2016)
- Markus Sabinsky (Februar 2016 – Juli 2016)
- Andrea Kammerer (August 2016 – heute)[2]

## Bekannte Absolventen
| Name                             | Lebensdaten | Beruf oder Stellung |
| -------------------------------- | ----------- | --- |
| Johann Auer                      | 1910–1989   | Theologe |
| Franz Fuchs                      | * 1953      | Historiker |
| Klaus von Gaffron                | 1946–2017   | Fotokünstler; 1992–2017 Erster Vorsitzender des Berufsverbandes Bildender Künstler München und Oberbayern e. V.         |
| Christian Gerhaher               | * 1969      | Lied-, Konzert- und Opernsänger (Bariton)                                                                               |
| Thomas Guggeis                   | * 1993      | Dirigent und Pianist; Generalmusikdirektor der Oper Frankfurt und künstlerischer Leiter der Frankfurter Museumskonzerte |
| Karl Hausberger                  | 1944–2024   | Professor für Historische Theologie an der Universität Regensburg                                                       |
| Christian Herden                 | * 1943      | Jurist, Richter am Bundesfinanzhof, Mitglied des Bayerischen Verfassungsgerichtshofes                                   |
| Theophil Huebpauer               | 1749–1806   | Augustiner |
| Walter Jaroschka                 | 1932–2008   | Generaldirektor der Staatlichen Archive in Bayern                                                                       |
| Albert Lang                      | 1890–1973   | Theologe |
| August Laumer                    | * 1970      | römisch-katholischer Theologe                                                                                           |
| Ulrich L. Lehner                 | * 1976      | Historiker und Theologe                                                                                                 |
| Franz Xaver Maßl                 | 1800–1852   | römisch-katholischer Geistlicher und Theologe                                                                           |
| Franz Mayer                      | 1920–1977   | Rechtswissenschaftler, Rektor der Universität Regensburg                                                                |
| Johann Oischinger                | 1817–1876   | Philosoph und Theologe                                                                                                  |
| Johann Baptist von Pfeilschifter | 1792–1874   | Publizist |
| Hannes Ringlstetter              | * 1970      | Kabarettist, Komiker, Musiker, Schauspieler, TV-Moderator und Buchautor                                                 |
| Alexander Stern                  | * 1976      | Installationskünstler und Maler                                                                                         |
| Alois Winbauer                   | 1886–1983   | Journalist |
| Josef Zellmeier                  | * 1964      | Politiker (CSU) |